# Ingleside on the Bay (Teksas)
Ingleside on the Bay je grad u američkoj saveznoj državi Teksas. Prema popisu stanovništva iz 2010. u njemu je živjelo 615 stanovnika.